# Kendall Gill
Kendall Cedric Gill (* 25. Mai 1968 in Chicago, Illinois, Vereinigte Staaten) ist ein ehemaliger US-amerikanischer Basketballspieler, der 15 Jahre in der National Basketball Association spielte.

## NBA
Gill wurde als insgesamt fünfter Spieler im NBA-Draft 1990, durch die Charlotte Hornets ausgewählt. Nachdem er in seinem ersten Jahr in das NBA All-Rookie First Team berufen wurde, steigerte er sich in seinem zweiten Jahr und erzielte 20,5 Punkte, 5,1 Rebounds, 4,2 Assists sowie 1,9 Steals pro Spiel. Nach einer weiteren Saison in Charlotte, wechselte er 1993 zu den Seattle SuperSonics, wo er mit Gary Payton einen schlagkräftigen Backcourt bildete. 1995 kehrte er nach Charlotte zurück, wurde jedoch mitten in der Saison zu den New Jersey Nets transferiert. Bei den Nets hatte er mit 21,8 Punkten in der Saison 1996/97 sein bestes Jahr. 1999 wurde er mit 2,7 Steals im Schnitt der beste Balldieb der Saison. Nach seinem Wechsel zu den Miami Heat ließen seine Leistungen altersbedingt nach. Er spielte dennoch, meist als wichtiger Spieler mit Erfahrung von der Bank, gut 20 Minuten im Schnitt, für die Chicago Bulls, Minnesota Timberwolves und Milwaukee Bucks, ehe er seine Karriere 2005 beendete. Gill wurde während seiner Karriere für seine gute Verteidigung geschätzt. Seine Karrierewerte betragen 13,4 Punkte, 4,1 Rebounds, 3,0 Assists und 1,6 Steals im Schnitt.
Heute arbeitet Gill als Basketballanalyst für NBA.TV.